# Cerámica norteamericana del siglo XVIII

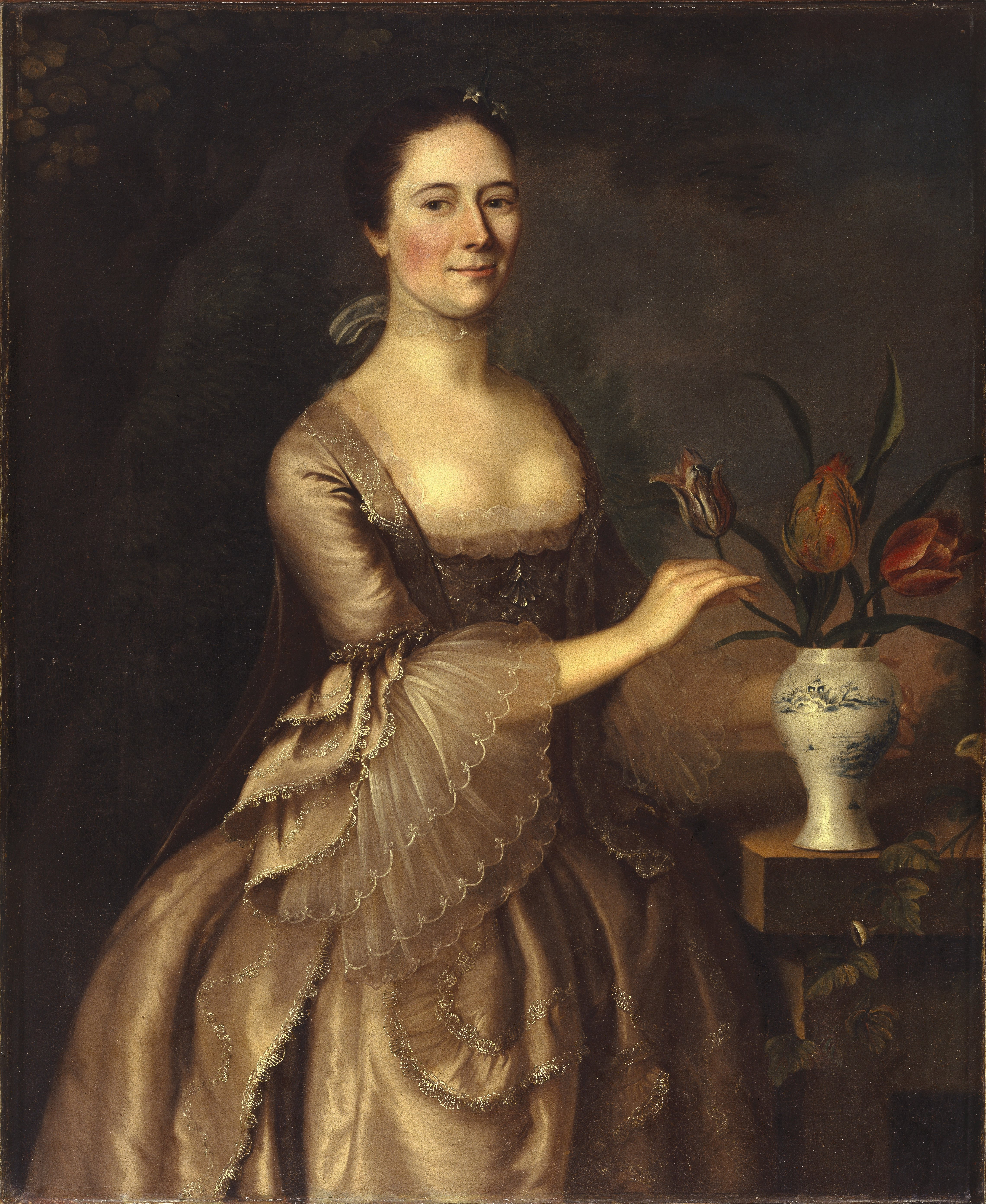
Búcaro de porcelana con decoración chinesca en azul, en el retrato de una dama bostoniana, datado en 1762 y atribuido al pintor inglés Joseph Blackburn. En el Museo de Brooklyn.

En la cerámica norteamericana del siglo XVIII pueden catalogarse los primeros ejemplos de loza producidos por los colonos europeos en Norteamérica, como objetos de categoría superior a la cacharrería de barro cocido datados en el primer cuarto del siglo xviii y localizados en el entorno geográfico de Filadelfia y Nueva York. En principio, y hasta entrado el siglo xix, la nueva loza no pudo competir con las importaciones de Inglaterra y Holanda. No obstante el repertorio de piezas era muy variado, desde los cántaros de lustre y otras vasijas populares hasta las típicas teteras y cafeteras vidriadas en rojo y negro.
A partir de 1789, con el establecimiento del gobierno federal, se impuso una tarifa de impuestos sobre toda mercancía importada, que favoreció la producción nacional. Además de las históricas y funcionales bandejas para hornear de barro cocido y de piezas populares como ordeñadores, orzas, ollas y mantequeras, se torneaba cacharrería de formas delicadas y sencillas, como floreros, bandejas para tartas y sartenes para gachas («porringers»). En conjunto, estos objetos constituyen el mejor legado de la cerámica popular norteamericana y su producción se fue extendiendo con las alfarerías creadas en los nuevos asentamientos en los territorios invadidos en la frontera Oeste. 

## El foco de Filadelfia
En la Filadelfia de 1720 se ha documentado al inmigrante hugonote francés Anthony Duché que junto con sus hermanos se considera una de las familias pioneras en la fabricación de la loza.
A pesar del descubrimiento, cerca de Filadelfia, de arcillas blancas finas, los intentos por desbancar la loza importada no acabaron de cuajar. En 1758, Andrew Duché, otro de los hijos del inmigrante hugonote, fabricó en Savannah (Georgia) un tipo de porcelana utilizando caolín procedente del territorio cheroqui. Viajó a Inglaterra, donde vendió bien el producto de su nueva técnica, pero a su regreso no fue capaz de conseguir tan buenos resultados. Sí consiguió que el astuto ceramista inglés Josiah Wedgwood importara a Europa caolín americado durante el siglo XVIII hasta el descubrimiento de grandes depósitos de esta arcilla en la propia Inglaterra, concretamente en Cornualles.
Otro intento de elaborar loza fina de calidad, quizá el más importante en esa segunda mitad del siglo xviii, fue el de la fábrica de Bonnin y Morris, en Southwark (Filadelfia). En ella, y a partir de 1770, se fabricó a escala comercial blanch-de-China (porcelana blanca de China), a partir de una pasta conseguida con arcilla de Delaware y huesos calcinados. La producción, de estilo inglés, incluía cuencos, jarras, fruteros y bandejas, bien con decoración tallada, bien pintada o bien a partir de calcos impresos en vidriado azul.

## Nueva York y otros focos loceros
Al principio, uno de los principales inconvenientes para la producción cerámica en los territorios colonizados fue la escasez de arcillas que soportasen las altas temperaturas de cocción necesarias para la fabricación de loza de calidad. Uno de los enclaves afortunados con este tipo de barreros fue Nueva York, donde el alfarero alemán William Crolius, oriundo de Coblenza, montó taller hacia 1730; alfarería que permanecería activa hasta 1887. Otro inmigrante germano, John Remmey, casado con una pariente de Crolius, abriría taller junto al de este, produciendo loza hasta 1820.
En suma, los principales centros productores de loza durante ese periodo de desarrollo fueron: Filadelfia, Nueva York y Yorktown, en Virginia. 

## Vidriado a la sal
La mayor parte de la loza colonial se cocía y vidriaba aplicando la técnica alemana de introducir sal en el horno. El resultado era una loza sencilla, de una sola cochura, de colores superficiales suaves (marrones moteados y grises). Luego se aplicaron temperaturas más altas a engobes de arcilla oscura, ricos en hierro, que al cocerse dan brillantes texturas marrones y negras.

## Motivos y decoración
La decoración de las piezas solía ser específica en los diferentes focos loceros. En Nueva York primaban las líneas rectas u onduladas incisas y los motivos florales estilizados, con dibujos coloreados en azul con óxido de cobalto.
En el Valle de Shenandoah era típico el dibujo ingénuo y colorista de un pájaro carpintero en la pared de la vasija. También son habituales dibujos elementales, casi impresionistas, de peces, flores y otros pájaros. Muchas de las jarras, cántaros y fuentes llevaban estampado el nombre del alfar y un número, que en algunos casos parece hacer referencia a la capacidad de la vasija.
Con el siglo XIX la primitiva loza de los colonos europeos en Norteamérica se desarrolló ya en un contexto industrial, con factorías de cerámica al estilo europeo establecidas a partir de 1830 en zonas de Bennington (Vermont), East Liverpool (Ohio) y Nueva Jersey.